# Huiyun Center
Le Huiyun Center est un gratte-ciel situé à Shenzhen en Chine. Il s'élève à 359 mètres.